# 丸火自然公園
丸火自然公園（まるびしぜんこうえん）とは、静岡県富士市大渕に位置する市立公園。富士市保健休養林とも呼ばれる。100ヘクタールの市有林のほか、富士市立少年自然の家、アスレチック、キャンプ場、遊歩道等により構成される。

## 概要
南北に長い地形であり、公園の大部分は万葉の森と呼ばれる森林である。北部に中央広場（バーベキュー場）やアスレチックが、南部にキャンプ場、市立少年自然の家、市立青少年の家および丸火自然館がある。少年自然の家は、毎年市内の小中学校により使用されている。
富士見が池と呼ばれる人造の池周辺の自然や、大淵丸火溶岩流と呼ばれる溶岩流によって作られた溶岩樹型等の溶岩流地形も見所の一つ。

## 自然と生態系
- 丸火自然公園の森林は、一次林が破壊された後に形成された二次林である。溶岩流の年代からすると本来は大木が育っているはずだが、現在見られる樹木の高さは最大でも10mほどで、樹齢も20～30年程度にとどまっている。当地の気候では、本来は常緑広葉樹（照葉樹）が優勢となるが、現在の林相は異なっている[1]。
- 標高400～600mの範囲に広がる公園内では、シジュウカラ、アカゲラ、ホオジロ、カッコウ、サンコウチョウ、カケス、ツグミなど、多様な野鳥が生息している。

## 富士市立少年自然の家
富士市立少年自然の家は、富士山南麓の豊かな自然に囲まれた丸火自然公園内に位置する施設で、学校のような外観が特徴。団体での宿泊に適した施設で、1団体10名以上から利用でき、最大2団体まで同時に受け入れ可能。施設は宿泊棟、研修棟、食堂棟、体育館、青少年の家、炊飯棟、南広場などで構成されている。
昭和49年に設立され、青少年の育成を目的としたさまざまな活動が行われている。自然体験プログラムとして、オリエンテーリングや自然観察、星座観察会、洞窟体験などが提供されている。
市内の小学5年生を対象にした「みどりの学校」では、富士市少年自然の家で2泊3日の合宿を行い、オリエンテーリングやキャンプファイヤー、ホークダンスなどの活動を通じて集団生活を学ぶ。このプログラムは昭和46年から始まり、市内の小学校が交代で参加している。
また、市内在住の小学4～6年生（希望者のみ）を対象にした「ししどて学級」では、丸火自然公園で宿泊を伴うプログラムが行われ、自然観察や火おこし、夏には宝永登山などを通じて、自然との触れ合いを深め、自ら考え行動する力を育むことを目的としている。このプログラムは年間を通じて全5回の活動が行われている。。

## 大渕小僧
大渕小僧は、静岡県富士市大渕に伝わる伝承で、現在の丸火自然公園の東端にある小さな祠に祀られている。
昔、大渕新田に「大渕小僧」と呼ばれる手に負えない悪童がいた。両親を亡くし、おばあさんと暮らしていたが、周囲の子供たちから「親なし子」と避けられ、遊んでもらえなかった。寂しさから心が荒み、畑を荒らしたり、人をだましたりするようになった。
小僧の悪さが続き、困った村人たちはおばあさんに注意をしたが、彼女は聞く耳を持たなかった。やがて「小僧を殺してしまおう」と言う者が現れ、ついに村人総出で小僧を殺すことが決められた。おばあさんは小僧に「粟の粒ほど祟ってやれ」と言い残す。翌朝、小僧は村人に殺されてしまった。
小僧の死後、関わった村人が次々と急死し、村には原因不明の病が流行。人々は「小僧の祟りだ」と恐れた。そして「悪いことをした」と悔い、子供の霊を神として祀ることにした。すると、不思議と村の病気は収まり、平穏が戻ったという。
現在もこの祠は「地の神様」として大切にされている。地元ではこの伝説が語り継がれ、小学生などが時々お参りをしている。

## 施設概要
- 富士市立少年自然の家（本館・食堂棟・体育館は、渡り廊下でつながっている）
  - 1階：事務室、医務室、談話室、大浴場、トイレ、他
  - 2～3階：宿泊室、リーダー室、水道（飲用可）、トイレ（2階100名、3階100名の宿泊が可能。（合計収容人員／210人(リーダー室含む）)
  - 研修室（洋室）、リーダー室（和室）※研修室に宿泊することも可能（定員：50人）
  - 食堂棟
  - 丸火体育館
- 丸火青少年の家
- 西グリーンキャンプ場（テントサイト20張・炊飯棟1か所・トイレ1カ所・P2駐車場）
- 東グリーンキャンプ場（テントサイト15張・炊飯棟1か所・トイレ1カ所・P3駐車場・グリーン広場）
- 富士見ヶ池
- 中央広場
- バーベキュー場
- 桜並木
- アスレチック
- 生活環境保全林
- 四阿（4棟）
- 駐車場（4か所）
- 便所（5棟）
- その他　遊歩道等[6]

## 周辺施設
- 富士サファリパーク - 車で15分
- 富士山こどもの国 - 車で10分
- ぐりんぱ（遊園地） - 車で25分
- ふじかぐやの湯（入浴施設） - 車で12分

## アクセス
＜電車・バス＞
- JR東海道線富士駅より　ぐりんぱ行き乗車（運行日注意）
- 丸火自然公園入口下車　徒歩15分（1.5km）

＜マイカー＞
- 東名高速道路富士インターチェンジより　約30分（約12km）[6]

## 歴史
- 昭和41年
  - 7月に丸火青少年の家が開設される。
- 昭和45年（1970年）
  - 丸火自然公園の整備が始まり、遊歩道、広場、キャンプサイトなどの施設が整備される[7]。
- 昭和47年
  - 公園の名称が募集され、「丸火自然公園」に決定。名称選定には市民の応募があり、その後、公園の完成に向けた整備が進行した。面積は100ヘクタール、事業費は1億5,000万円。
- 昭和49年
  - 丸火自然館が開館。ここでは富士山周辺の地形や動植物、気候などが展示され、自然学習の場として利用された。この施設は公園の管理や自然観察の中心的な役割を果たした。
  - 10月に富士市立少年自然の家が開設される。
- 昭和52年2月（1977年）
  - 富士市立少年自然の家のシンボルマークが制定される。富士南中の生徒の案が採用された[8]。
- 昭和57年
  - 4月に丸火体育館が開設される。
- 平成21年
  - 3月に丸火青少年の家が改築。